# Al-Rayyan, Syria
Al-Rayyan (tiếng Ả Rập: الريان) là một ngôi làng ở miền trung Syria, một phần hành chính của Tỉnh Homs, nằm ở phía đông nam của Homs. Các địa phương lân cận bao gồm Sakrah ở phía bắc, al-Haraki ở phía đông bắc, al-Sayyid ở phía đông, al-Riqama ở phía đông nam, Judaydat al-Sharqiyah ở phía tây nam, Maskanah ở phía tây và Zaidal và Fairouzeh ở phía tây bắc. Theo Cục Thống kê Trung ương Syria (CBS), al-Rayyan có dân số 4.876 trong cuộc điều tra dân số năm 2004.